# Llista de monuments de Breda
Llista de monuments de Breda inclosos en l'Inventari del Patrimoni Arquitectònic Català per al municipi de Breda (Selva). Inclou els inscrits en el Registre de Béns Culturals d'Interès Nacional (BCIN) amb les classificacions de monument històric i conjunt històric, els Béns Culturals d'Interès Local (BCIL) de caràcter immoble i la resta de béns arquitectònics integrants del patrimoni cultural català.
| Monument                                              | Protecció  | Estil/època                              | Localització                                                                         | Coordenades                                          | Codi?         | Imatge |
| ----------------------------------------------------- | ---------- | ---------------------------------------- | ------------------------------------------------------------------------------------ | ---------------------------------------------------- | ------------- | --- |
| Nucli antic de Breda                                  | BCIN 93-CH | Romànic XI                               | Breda                                                                                | 41° 44′ 55″ N, 2° 33′ 38″ E / 41.7485°N,2.5606°E     | RI-53-0000179 | Nucli antic de Breda · Vegeu més fotos d'aquest monument · Carregueu una nova foto d'aquest monument                              |
| Monestir de Sant Salvador, la Catedral de la Selva    |            | Romànic XI, XVI                          | Breda Pl. de l'Església                                                              | 41° 44′ 54″ N, 2° 33′ 26″ E / 41.74832°N,2.55713°E   | IPA-26681     | Monestir de Sant Salvador (Breda) · Vegeu més fotos d'aquest monument · Carregueu una nova foto d'aquest monument                 |
| Antiga església parroquial de Santa Maria, Ajuntament |            | Romànic, barroc XII, XVIII, XIX, XX      | Breda Pl. de la Vila                                                                 | 41° 44′ 55″ N, 2° 33′ 27″ E / 41.74863°N,2.55757°E   | IPA-26684     | Antiga església parroquial de Santa Maria (Breda) · Vegeu més fotos d'aquest monument · Carregueu una nova foto d'aquest monument |
| Pati de l'Abadia                                      |            | Gòtic XIV                                | Breda                                                                                | 41° 44′ 53″ N, 2° 33′ 25″ E / 41.74807°N,2.55693°E   | IPA-26685     | Pati de l'Abadia (Breda) · Vegeu més fotos d'aquest monument · Carregueu una nova foto d'aquest monument                          |
| Can Coll de n'Orri                                    |            | Obra popular XVI                         | Breda Enderrocat, ctra. Breda-Arbúcies, passat km 7                                  | 41° 46′ 01″ N, 2° 33′ 10″ E / 41.76705°N,2.55273°E   | IPA-26686     | Carregueu una nova foto d'aquest monument                                                                                         |
| El Convent, o Col·legi de les Monges                  | BCIL 1991  | Obra popular XIV-XVI                     | Breda C. dels Còdols, 3                                                              | 41° 44′ 57″ N, 2° 33′ 36″ E / 41.74923°N,2.5599°E    | IPA-26687     | El Convent (Breda) · Vegeu més fotos d'aquest monument · Carregueu una nova foto d'aquest monument                                |
| Can Valent                                            | BCIL 2013  | Obra popular, gòtic tardà XVI-XVII       | Breda C. dels Còdols, 13                                                             | 41° 44′ 56″ N, 2° 33′ 37″ E / 41.74897°N,2.56016°E   | IPA-26688     | Can Valent (Breda) · Vegeu més fotos d'aquest monument · Carregueu una nova foto d'aquest monument                                |
| Can Xifré                                             | BCIL 1991  | Obra popular, modernisme XVI-XX          | Breda Ctra. de Gaserans passat el Poliesportiu, en un trencall a la dreta            | 41° 44′ 50″ N, 2° 33′ 50″ E / 41.74736°N,2.5638°E    | IPA-26689     | Carregueu una nova foto d'aquest monument                                                                                         |
| Can Clapés, o Can Cortina                             |            | Obra popular XVII                        | Breda Trencall a l'esquerra de la ctra. Breda-Riells, a 1,5 km del nucli             | 41° 45′ 36″ N, 2° 32′ 47″ E / 41.75996°N,2.5464°E    | IPA-26690     | Carregueu una nova foto d'aquest monument                                                                                         |
| Ca l'Arola                                            | BCIL 1991  | Obra popular XVII-XVIII                  | Breda Ctra. antiga Breda-Riells, camí des de la urbanització Selva                   | 41° 45′ 09″ N, 2° 33′ 10″ E / 41.7525°N,2.55282°E    | IPA-26691     | Ca l'Arola (Breda) · Vegeu més fotos d'aquest monument · Carregueu una nova foto d'aquest monument                                |
| Ca l'Avellana, Can Barrabàs                           | BCIL 1991  | Obra popular XVI-XVIII                   | Breda Molt a prop de l'avinguda de Can Guilleumes                                    | 41° 44′ 49″ N, 2° 33′ 13″ E / 41.74682°N,2.55355°E   | IPA-26692     | Carregueu una nova foto d'aquest monument                                                                                         |
| Molí d'en Fogueroles                                  | BCIL 1991  | Obra popular XVII-XVIII                  | Breda Trencall a la dreta a la sortida del nucli urbà, direcció Viabrea              | 41° 44′ 33″ N, 2° 33′ 18″ E / 41.74238°N,2.55509°E   | IPA-26693     | Carregueu una nova foto d'aquest monument                                                                                         |
| Can Padró, o Can Padró de Pagès                       |            | Obra popular XVI                         | Breda Trencall a l'esquerra de la ctra. Breda-Riells                                 | 41° 45′ 45″ N, 2° 32′ 31″ E / 41.7624°N,2.54196°E    | IPA-26694     | Carregueu una nova foto d'aquest monument                                                                                         |
| Cal Batlle, abans Mas Mascorda                        | BCIL 1991  | Obra popular XVIII                       | Breda Afores, des del carrer St. Pere                                                | 41° 44′ 45″ N, 2° 33′ 46″ E / 41.74581°N,2.56282°E   | IPA-26695     | Carregueu una nova foto d'aquest monument                                                                                         |
| La Torra                                              | BCIL 1991  | Obra popular XIV-XVI                     | Breda Sortida nucli urbà direcció Hostalric, trencall esquerra, sota turó Sta. Anna  | 41° 44′ 26″ N, 2° 33′ 39″ E / 41.74046°N,2.56073°E   | IPA-26696     | Carregueu una nova foto d'aquest monument                                                                                         |
| Can Bosc                                              | BCIL 1991  | Obra popular XVI, XX                     | Breda Trencall indicat ctra. Breda-Riells, a 1,5 km del nucli                        | 41° 45′ 32″ N, 2° 32′ 49″ E / 41.75884°N,2.54686°E   | IPA-26697     | Carregueu una nova foto d'aquest monument                                                                                         |
| Bar Montseny, Can Trunes                              | BCIL 1991  | Obra popular, gòtic tardà XIV-XVI, XX    | Breda Pl. d'en Trunes                                                                | 41° 44′ 58″ N, 2° 33′ 34″ E / 41.74931°N,2.55946°E   | IPA-26698     | Carregueu una nova foto d'aquest monument                                                                                         |
| Can Sisó                                              | BCIL 1991  | Obra popular, gòtic tardà XVI            | Breda C. Nou, 45                                                                     | 41° 44′ 58″ N, 2° 33′ 34″ E / 41.74937°N,2.55932°E   | IPA-26699     | Can Sisó (Breda) · Vegeu més fotos d'aquest monument · Carregueu una nova foto d'aquest monument                                  |
| Ca n'Hosta                                            | BCIL 1991  | Obra popular XVII-XIX                    | Breda Trencall a la dreta a la sortida del nucli, direcció Viabrea                   | 41° 44′ 33″ N, 2° 33′ 19″ E / 41.7424°N,2.5554°E     | IPA-26700     | Carregueu una nova foto d'aquest monument                                                                                         |
| Casa al carrer Nou, 41                                | BCIL 2013  | Obra popular XVI, XX                     | Breda C. Nou, 41                                                                     | 41° 44′ 57″ N, 2° 33′ 33″ E / 41.7493°N,2.55912°E    | IPA-33541     | Casa al carrer Nou, 41 (Breda) · Vegeu més fotos d'aquest monument · Carregueu una nova foto d'aquest monument                    |
| Torre Sala                                            |            | Modernisme XX Inici                      | Breda C. Josep Aragai - av. Mossèn Pere Ribot                                        | 41° 45′ 00″ N, 2° 33′ 22″ E / 41.74996°N,2.5562°E    | IPA-33543     | Torre Sala (Breda) · Vegeu més fotos d'aquest monument · Carregueu una nova foto d'aquest monument                                |
| Forn d'en Bosch                                       |            | Obra popular XVIII                       | Breda Ctra. Breda-Riells, trencall a l'esquerra a 1 km del nucli, costat riera Breda | 41° 45′ 28″ N, 2° 32′ 44″ E / 41.75783°N,2.54549°E   | IPA-33544     | Carregueu una nova foto d'aquest monument                                                                                         |
| Can Cardona                                           |            | Historicisme, modernisme XX Inici        | Breda Ctra. d'Arbúcies, 4-6                                                          | 41° 44′ 44″ N, 2° 33′ 33″ E / 41.7456°N,2.55917°E    | IPA-33545     | Can Cardona (Breda) · Vegeu més fotos d'aquest monument · Carregueu una nova foto d'aquest monument                               |
| Ermita de Santa Anna                                  |            | Barroc XVII, XVIII, XIX Mitjan, XX Inici | Breda Trencall dreta ctra. Hostalric-Breda, just abans entrar nucli urbà Breda       | 41° 44′ 32″ N, 2° 33′ 45″ E / 41.74209°N,2.56254°E   | IPA-33546     | Ermita de Santa Anna (Breda) · Vegeu més fotos d'aquest monument · Carregueu una nova foto d'aquest monument                      |
| Ca la Lola                                            | BCIL 2013  | Obra popular, gòtic tardà XIV-XVI        | Breda C. dels Còdols, 8                                                              | 41° 44′ 56″ N, 2° 33′ 36″ E / 41.74898°N,2.5599°E    | IPA-33548     | Ca la Lola (Breda) · Vegeu més fotos d'aquest monument · Carregueu una nova foto d'aquest monument                                |
| Torre Pons                                            |            | Monumentalisme Academicista XX Inici     | Breda Pg. de les Escoles, 8                                                          | 41° 44′ 54″ N, 2° 33′ 21″ E / 41.74837°N,2.55593°E   | IPA-33549     | Carregueu una nova foto d'aquest monument                                                                                         |
| Font de Sant Salvador, o Font Nova                    |            | Obra popular                             | Breda Ctra. Breda-Arbúcies, poc després passat pont Torrent Vilaseca                 | 41° 45′ 41″ N, 2° 33′ 15″ E / 41.76144°N,2.55403°E   | IPA-33550     | Carregueu una nova foto d'aquest monument                                                                                         |
| Can Blanc                                             |            | Obra popular XIII                        | Breda A la sortida del nucli urbà, al costat de la carretera d'Arbúcies              | 41° 45′ 05″ N, 2° 33′ 36″ E / 41.751266°N,2.559888°E | IPA-33557     | Can Blanc (Breda) · Vegeu més fotos d'aquest monument · Carregueu una nova foto d'aquest monument                                 |
| Ca la Flora                                           | BCIL 2013  | Eclecticisme XIX-XX                      | Breda C. dels Còdols, 20                                                             | 41° 44′ 55″ N, 2° 33′ 37″ E / 41.74867°N,2.56031°E   | IPA-33558     | Carregueu una nova foto d'aquest monument                                                                                         |
| Can Surós                                             | BCIL 2013  | Gòtic tardà XVII, XX                     | Breda C. dels Còdols, 14                                                             | 41° 44′ 56″ N, 2° 33′ 36″ E / 41.74884°N,2.56008°E   | IPA-33560     | Can Surós (Breda) · Vegeu més fotos d'aquest monument · Carregueu una nova foto d'aquest monument                                 |
| Can Fausto                                            | BCIL 2013  | Gòtic tardà XVI-XVII                     | Breda C. dels Còdols, 10                                                             | 41° 44′ 56″ N, 2° 33′ 36″ E / 41.74895°N,2.55995°E   | IPA-33561     | Can Fausto (Breda) · Vegeu més fotos d'aquest monument · Carregueu una nova foto d'aquest monument                                |
| Ca Sant Sebastià                                      | BCIL 2013  | Gòtic tardà XVI-XX                       | Breda C. dels Còdols, 1                                                              | 41° 44′ 57″ N, 2° 33′ 35″ E / 41.74928°N,2.55985°E   | IPA-33562     | Ca Sant Sebastià (Breda) · Vegeu més fotos d'aquest monument · Carregueu una nova foto d'aquest monument                          |
| Casa de Josep Aragay                                  | BCIL 2013  | Modernisme XIX-XX                        | Breda C. Nou, 10                                                                     | 41° 44′ 56″ N, 2° 33′ 29″ E / 41.74886°N,2.55803°E   | IPA-33563     | Carregueu una nova foto d'aquest monument                                                                                         |
| Torre Forns                                           |            | Modernisme XX Inici                      | Breda Ctra. Arbúcies, 70                                                             | 41° 44′ 43″ N, 2° 33′ 32″ E / 41.74531°N,2.55888°E   | IPA-33564     | Carregueu una nova foto d'aquest monument                                                                                         |
| Can Mariano                                           |            | Obra popular XVIII                       | Breda Ctra. Breda-Riells, en un trencall a la dreta                                  | 41° 45′ 25″ N, 2° 33′ 15″ E / 41.75698°N,2.55405°E   | IPA-33566     | Carregueu una nova foto d'aquest monument                                                                                         |
| Forns de Breda                                        |            | Obra popular XVI                         | Breda                                                                                | 41° 44′ 48″ N, 2° 33′ 35″ E / 41.74674°N,2.55966°E   | IPA-33567     | Carregueu una nova foto d'aquest monument                                                                                         |
| Ca l'Argemí, Ca l'Anglada                             | BCIL 2013  | Gòtic tardà XVI                          | Breda C. dels Nou, 43                                                                | 41° 44′ 57″ N, 2° 33′ 33″ E / 41.7493°N,2.55906°E    | IPA-33569     | Ca l'Argemí (Breda) · Vegeu més fotos d'aquest monument · Carregueu una nova foto d'aquest monument                               |
| Carrer dels Còdols                                    | BCIL 2013  | XIII-XIV                                 | Breda C. dels Còdols                                                                 | 41° 44′ 57″ N, 2° 33′ 36″ E / 41.74904°N,2.56002°E   | IPA-49420     | Carregueu una nova foto d'aquest monument                                                                                         |
| Can Serra                                             | BCIL 2013  | Obra popular XVI                         | Breda C. dels Còdols, 16                                                             | 41° 44′ 56″ N, 2° 33′ 37″ E / 41.74890°N,2.56018°E   | IPA-49421     | Carregueu una nova foto d'aquest monument                                                                                         |
| Cercle Bredenc                                        | BCIL 2013  | XX                                       | Breda C. Nou, 3                                                                      | 41° 44′ 56″ N, 2° 33′ 27″ E / 41.74881°N,2.55754°E   | IPA-49422     | Carregueu una nova foto d'aquest monument                                                                                         |
| Immoble al carrer Nou, 15                             | BCIL 2013  | XVIII                                    | Breda C. Nou, 15                                                                     | 41° 44′ 56″ N, 2° 33′ 29″ E / 41.74899°N,2.55808°E   | IPA-49426     | Carregueu una nova foto d'aquest monument                                                                                         |
| Immoble al carrer Nou, 37-39                          | BCIL 2013  | Neoclassicisme XIX                       | Breda C. Nou, 37-39                                                                  | 41° 44′ 57″ N, 2° 33′ 32″ E / 41.74927°N,2.55895°E   | IPA-49427     | Carregueu una nova foto d'aquest monument                                                                                         |
| Immoble al carrer Nou, 12                             | BCIL 2013  | XIX, XX                                  | Breda C. Nou, 12                                                                     | 41° 44′ 56″ N, 2° 33′ 29″ E / 41.74896°N,2.55812°E   | IPA-49428     | Carregueu una nova foto d'aquest monument                                                                                         |
| Immoble al carrer Còdols, 7                           | BCIL 2013  | XIX, XX                                  | Breda C. Còdols, 7                                                                   | 41° 44′ 57″ N, 2° 33′ 36″ E / 41.74912°N,2.55996°E   | IPA-49429     | Carregueu una nova foto d'aquest monument                                                                                         |
| Immoble al carrer Còdols, 9                           | BCIL 2013  | XIX, XX                                  | Breda C. Còdols, 9                                                                   | 41° 44′ 57″ N, 2° 33′ 36″ E / 41.74905°N,2.56004°E   | IPA-49430     | Carregueu una nova foto d'aquest monument                                                                                         |
| Immoble al carrer Còdols, 15                          | BCIL 2013  | XIX                                      | Breda C. Còdols, 15                                                                  | 41° 44′ 56″ N, 2° 33′ 37″ E / 41.74893°N,2.56023°E   | IPA-49431     | Carregueu una nova foto d'aquest monument                                                                                         |
| Immoble al carrer Nou, 11                             | BCIL 2013  | XVI-XVII                                 | Breda C. Nou, 11                                                                     | 41° 44′ 56″ N, 2° 33′ 28″ E / 41.74892°N,2.55788°E   | IPA-49433     | Carregueu una nova foto d'aquest monument                                                                                         |
| Immoble al carrer del Prat, 20                        | BCIL 2013  | XIX                                      | Breda C. del Prat, 20                                                                | 41° 44′ 52″ N, 2° 33′ 24″ E / 41.74787°N,2.55675°E   | IPA-49434     | Carregueu una nova foto d'aquest monument                                                                                         |
| Immoble al carrer del Prat, 18                        | BCIL 2013  | XIX-XX                                   | Breda C. del Prat, 18                                                                | 41° 44′ 52″ N, 2° 33′ 24″ E / 41.74783°N,2.55676°E   | IPA-49435     | Carregueu una nova foto d'aquest monument                                                                                         |
| Immoble a la plaça Doctor Rovira, 19                  | BCIL 2013  | XIX                                      | Breda Pl. Doctor Rovira, 19                                                          | 41° 44′ 49″ N, 2° 33′ 25″ E / 41.74707°N,2.55691°E   | IPA-49436     | Carregueu una nova foto d'aquest monument                                                                                         |
| Immoble a la plaça Doctor Rovira, 17                  | BCIL 2013  | XIX                                      | Breda Pl. Doctor Rovira, 17                                                          | 41° 44′ 50″ N, 2° 33′ 25″ E / 41.74718°N,2.55685°E   | IPA-49437     | Carregueu una nova foto d'aquest monument                                                                                         |
| Immoble a la plaça Doctor Rovira, 16                  | BCIL 2013  | XVIII                                    | Breda Pl. Doctor Rovira, 16                                                          | 41° 44′ 50″ N, 2° 33′ 25″ E / 41.74724°N,2.55683°E   | IPA-49438     | Carregueu una nova foto d'aquest monument                                                                                         |
| Immoble a la plaça de la Vila, 7                      | BCIL 2013  | XVIII                                    | Breda Pl. de la Vila, 7                                                              | 41° 44′ 55″ N, 2° 33′ 26″ E / 41.74872°N,2.55725°E   | IPA-49439     | Carregueu una nova foto d'aquest monument                                                                                         |
| Immoble a la plaça de la Vila, 8                      | BCIL 2013  | XVIII-XIX                                | Breda Pl. de la Vila, 8                                                              | 41° 44′ 55″ N, 2° 33′ 26″ E / 41.74874°N,2.55733°E   | IPA-49440     | Carregueu una nova foto d'aquest monument                                                                                         |
| Immoble al carrer del Prat, 9                         | BCIL 2013  | XIX                                      | Breda C. del Prat, 9                                                                 | 41° 44′ 51″ N, 2° 33′ 24″ E / 41.74763°N,2.55668°E   | IPA-49442     | Carregueu una nova foto d'aquest monument                                                                                         |
| Pou                                                   | BCIL 2013  |                                          | Breda Pl. del Convent                                                                | 41° 44′ 54″ N, 2° 33′ 28″ E / 41.74828°N,2.55779°E   | IPA-49443     | Carregueu una nova foto d'aquest monument                                                                                         |